# Rezoluția 704 a Consiliului de Securitate al ONU
Rezoluția 704 a Consiliului de Securitate al Organizației Națiunilor Unite, adoptată fără vot la 9 august 1991, după examinarea cererii de aderare a Republicii Insulelor Marshall și cercetarea raportului întocmit de Comitetul pentru admiterea de noi membri, a recomandat Adunării Generale admiterea Insulelor Marshall ca stat membru al Organizației Națiunilor Unite.

## Efect
Adunarea Generală a admis Republica Insulelor Marshall ca stat membru al Organizației Națiunilor Unite la 17 septembrie 1991, prin Rezoluția 46/3.